# Academia Chilena da Língua
A Academia Chilena da Língua (Espanhol:Academia Chilena de la Lengua) é uma associação de acadêmicos e especialistas sobre o uso da língua espanhola no Chile. É membro da Associação de Academias da Língua Espanhola.
Foi inaugurada em Santiago, em 5 de junho de 1885, inicialmente com 18 membros. Atualmente conta com 36 membros.

## Prêmios
Entrega anualmente quatro prêmios:
- Premio Academia, melhor autor de obra literária publicada no Chile.
- Premio Alejandro Silva de la Fuente, ao jornalista que fez o melhor uso da língua em seu trabalho.
- Premio Alonso de Ercilla, pessoa ou organização que contribuiu ao conhecimento da literatura chilena.
- Premio Doctor Rodolfo Oroz aos autores de estudos científicos sobre o idioma.